# والر تايلور
والر تايلور (بالإنجليزية: Waller Taylor)‏ هو محامي وسياسي أمريكي، ولد في 1786 في مقاطعة لونينبرغ في الولايات المتحدة، وتوفي في 26 أغسطس 1826 في الولايات المتحدة. حزبياً، نشط في الحزب الجمهوري الديمقراطي. وقد انتخب عضو مجلس الشيوخ الأمريكي.